# Kostümbuch

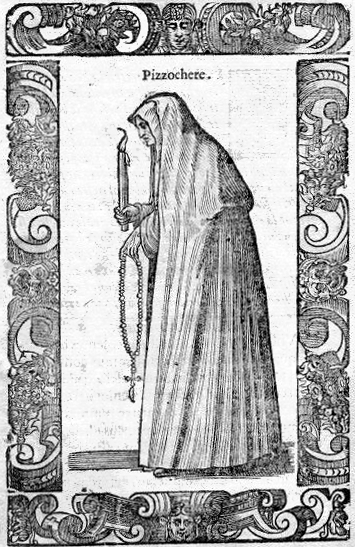
Darstellung aus dem Werk Habiti antichi et moderni di tutto il mondo von Cesare Vecellio, 1589

Kostümbücher oder Trachtenbücher beschreiben in Text und Bild die Kleidermoden einzelner Regionen und Städte sowie vergangener Epochen und fremder Völker.

## Geschichte
Kostümbücher kamen im sechzehnten Jahrhundert auf und blieben populär. Äußerst umfangreiche Kostümwerke erschienen im neunzehnten Jahrhundert.
Die ersten gedruckten Trachtenbücher erschienen in der zweiten Hälfte des 16. Jahrhunderts. Die Renaissance als Epoche einer „Entdeckung der Welt und des Menschen“, die Entdeckungsfahrten des 15. Jahrhunderts, die historischen Forschungen des Humanismus, hatten das Gefühl für die menschliche Individualität wachgerufen und das Interesse für fremdartige, aber auch für die eigenen Sitten und Trachten geweckt.
Das erste Kostümbuch war Francois Desprez’ Le recuil de la diversité des habits qui sond de present en usage tant es pays d’Europe, Asie. Affrique & Isles sauvages, das im Jahr 1562 von Richard Breton in Paris verlegt wurde. Dieses Werk und Ferdinando Bertellis Omnium fere gentium nostrae aetatis habitus, nunquam antehac aediti (Venedig, 1563), benutzten Kostümstiche von Enea Vico  als Vorlage.
Weitere Trachtenbücher des sechzehnten Jahrhunderts waren Jost Ammans Ständebuch, Eigentliche Beschreibung aller Stände auf Erden, mit Gedichten von Hans Sachs (Nürnberg, 1568),  Hans Weigel der Ältere Habitus praecipuorum populorum (Nürnberg, 1577) -Darin fast allerley und der fürnehmsten Nationen...Kleidungen...zu sehen-. Abraham de Bruyns Omnium poene gentium imagines (Köln, 1577) und sein Imperii ac sacerdotii ornatus (1578) , Jean-Jacques Boissards Habitus variarum orbis gentium mit Kupferstichen von Julius Goltzius (Mecheln, 1581), Romano Grassis, Dei veri ritratti degl' habiti di tutte le parti del mondo (Rom, 1585), Jost Ammans Geistliches Trachtenbuch (1585) und sein Frauentrachtenbuch Im Frauenzimmer wirt vermeldt von allerley schönen Kleidungen ..." mit einer lateinischen und einer deutschen Ausgabe bei Sigmund Feyerabend (Frankfurt, 1586) und Cesare Vecellios Habiti anitichi et moderni (Venedig, 1590).
Ein weiteres Kostümwerk von Ferdinando Bertelli in drei kleinen Bänden erscheint von 1589 bis 1596 in Padua, ein Tracht- und Stammbuch in St. Gallen, 1600.
Diese Bücher hatten oft belehrende gereimte Bildunterschriften. Als Vorläufer des Genres sieht man die Mode der Trachtenbilder in Stammbüchern und in Geschlechterbüchern an. Das Melemsche Hausbuch wird in diesem Zusammenhang oft erwähnt. Das Hausbuch Unico Manningas aus Ostfriesland von 1561 führt prächtigen Goldschmuck und Kostüme vor. Albrecht Dürer und Hans Holbein dem Jüngeren, in seiner Basler Zeit, schufen Kostümbilder. Dürer hat Nürnberger und venezianische Trachten gezeichnet, Türken, südamerikanische Gegenstände und 1521 in den Niederlanden irische Krieger und liveländische Frauen.
Von Hans Burgkmair stammt nicht nur ein Augsburger Geschlechterbuch, mit Heinrich Vogtherr (1536, 1550), sondern auch Bilder von Mohren und von als „Indianer“ kostümierten Schwarzen. Urs Graf, Hans Sebald Beham, Barthel Beham (ab 1530) und Heinrich Aldegrever (Hochzeitstänzer 1538) schufen ebenfalls Modedarstellungen. Erst im zwanzigsten Jahrhundert wurden die ungedruckten Kostümbücher von Matthäus Schwarz (1520–1560), mit Aquarellen von Narziß Renner, Christoph Weiditz (ab 1529 und 1531/32) und Lucas de Heere (1570–1577?) bekannt und Zeichnungen  von Melchior Lorck (um 1571).  Sigmund Heldts umfangreiches Kleiderbuch Manuskript entstand in der Zeit von 1560 bis 1580, Paul Hector Mairs Memmorjbuch der Kleytung vnnd der visirung zum Himel und zum Fennlein bereits 1542.  Der manieristische Künstler Jacopo Ligozzi aus Verona stellte Ende des Jahrhunderts ein gemaltes Kostümbuch nach Motiven gedruckter Trachtenwerke zusammen. 
Seit der Mitte des 16. Jahrhunderts waren Reiseberichte mit Darstellungen aus dem Osmanischen Reich beliebt: von Luigi Bassano (gedruckt 1545), Nicolas de Nicolay (Lyon, 1567) und Lambert de Vos (1574). 
In Mexiko entstanden um 1550 die Kostümbilder des Codex Tudela. Ballspielende Azteken am Spanischen Hof in Sevilla wurden im Trachtenbuch von Christoph Weiditz festgehalten. Weiditz war 1529 in Spanien, 1531/32 in den Niederlanden gewesen.

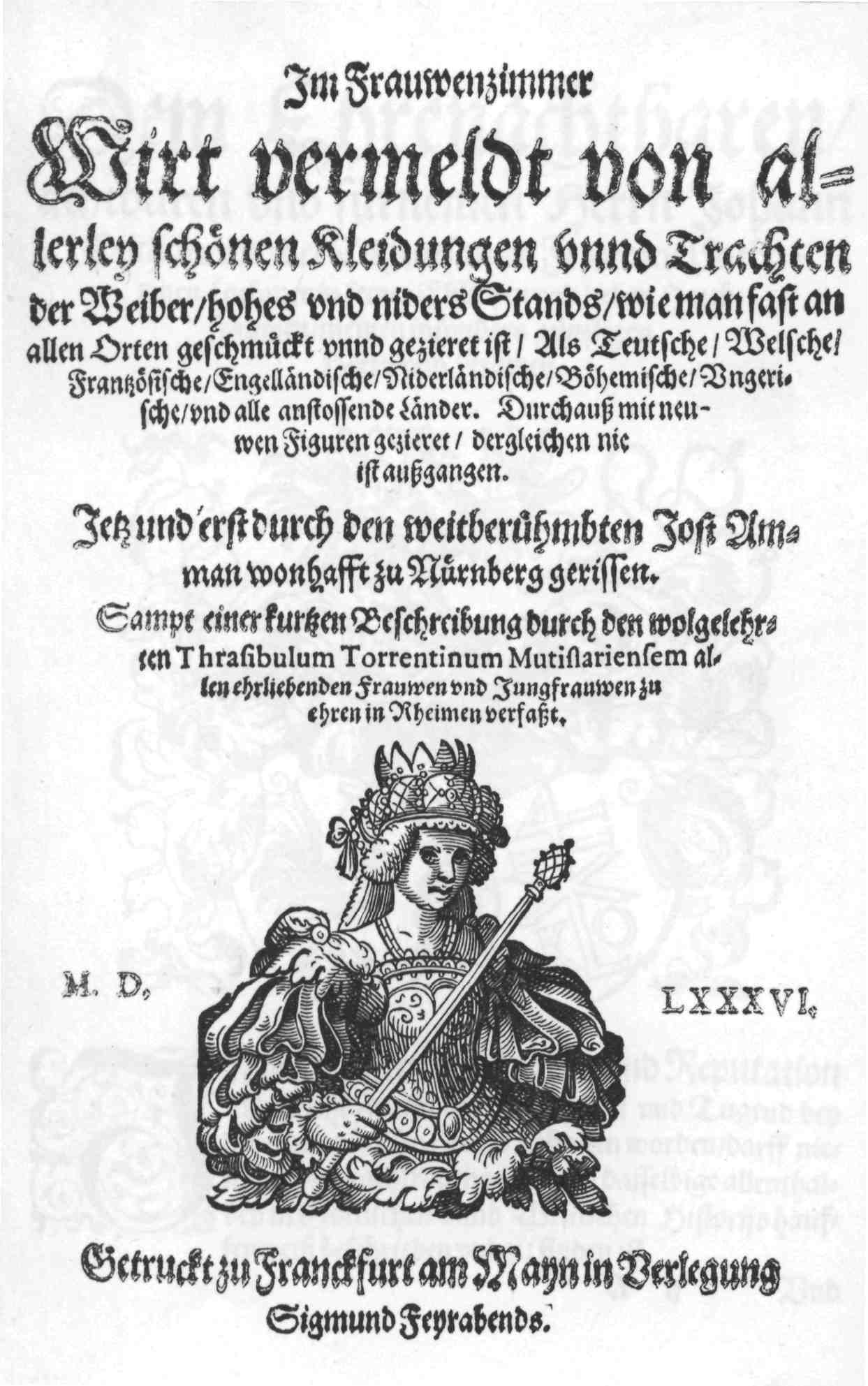
Joost Amman: Frauen-Trachtenbuch, 1586–1591, Titelblatt
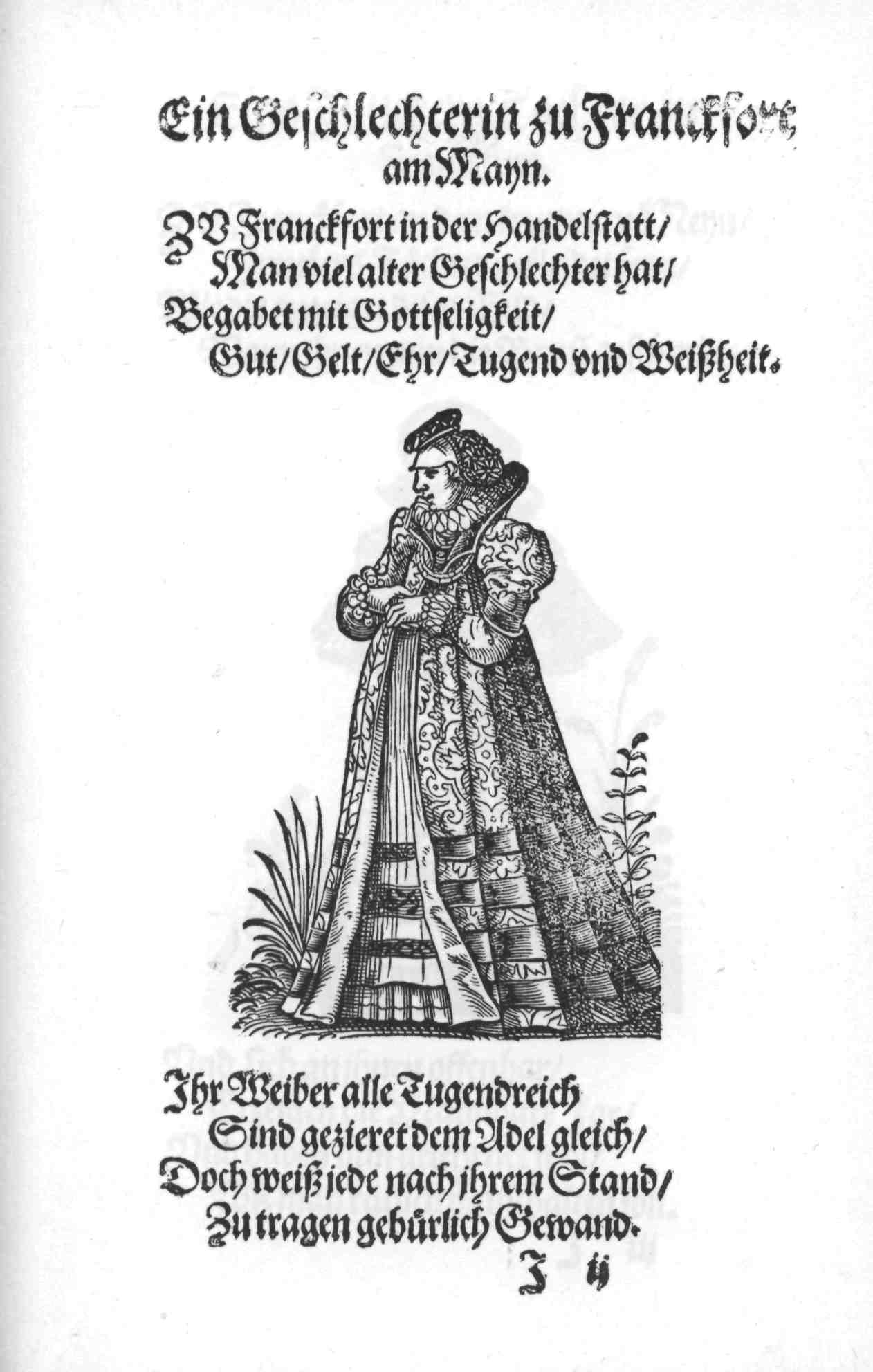
Joost Amman: Frauen-Trachtenbuch, 1586–1591, Frankfurter Bürgerin
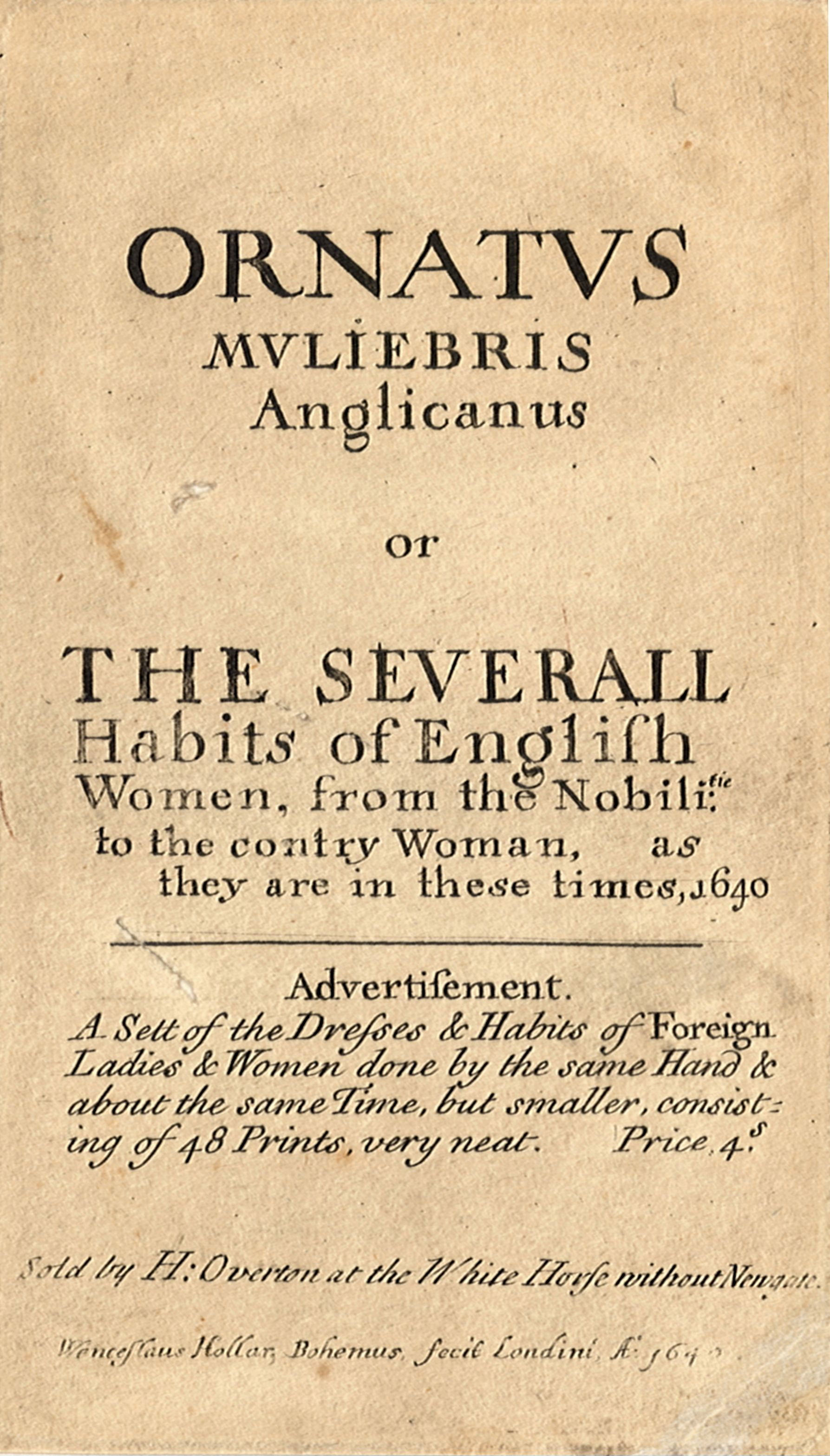
Ornatus mulieribus, 1640, Titelblatt
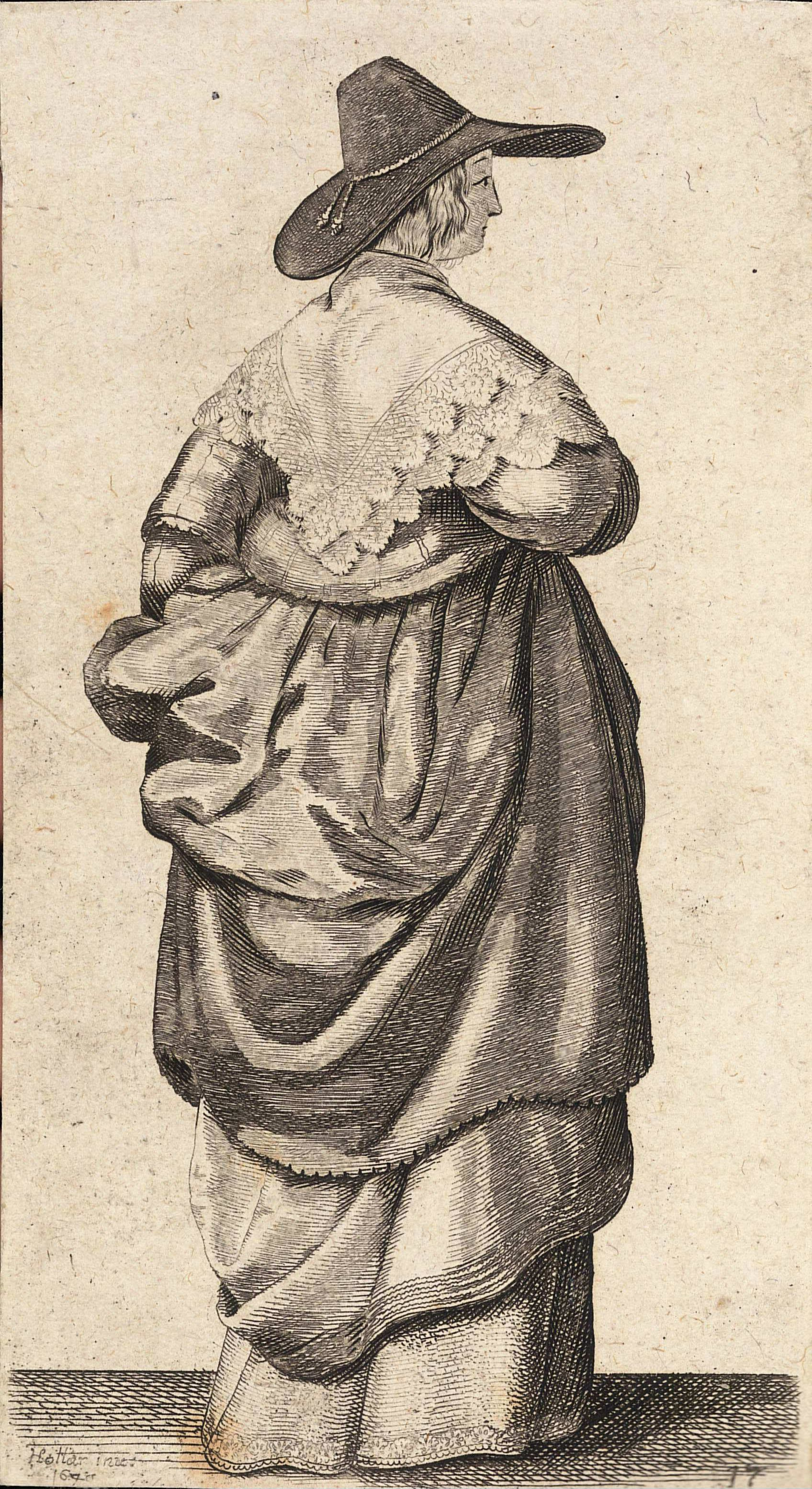
Ornatus mulieribus, 1640, Abbildung

## 17.Jahrhundert
Ein Danziger Kostümbuch mit zwanzig Frauentrachten des Malers Anton Möller wurde 1601 verlegt. Jean de Glen veröffentlichte im selben Jahr in Lüttich ein Buch mit 104 Holzschnitten (größtenteils nach Vecellio). Giacomo Francos Buch mit venezianischen Frauenkostümen erschien um 1610.
Ein künstlerisch bedeutendes Kostümwerk des 17. Jahrhunderts bilden Wenzel Hollars Londoner Trachtenbilder. Sein erstes Kostümbuch erschien 1640, kurz nach seiner Übersiedlung nach England im Jahr 1637: Ornatvs Mvliebris Anglicanus or The Severall Habits of English Women from the Nobilitie to the country Woman, as they are in these times, 1640. 1643 veröffentlichte er sein Theatrv Mvliervm sive Varietas atq Differentia Habituum Foeminei Sexus, diuersorum Europae Nationum hodierno Tempore vulgo in vsu,... Kurz darauf zusätzlich die Aula Veneris sive Varietas Foeminini Sexus, diversarum Europae Nationum, differentiag habituum, ut in quaelibet Provincia sunt apud illas nunc vsitati,... 1644.
Um 1695 erschien in Paris Sébastien Le Clercs: Divers Costumes Français du Règne de Louis XIV.

## Modejournale
Le Mercure François (1611–1648) beinhaltete eine jährliche Chronik mit Berichten über Feste. Um 1670/80 veröffentlichte Jean Louis Bérain Maskenzüge in Paris.
Die Zeitschrift Le Mercure galant (Paris, 1672–1723) veröffentlichte selten (so 1678/79) bereits Modebilder, aber sie blieb eine vorübergehende Erscheinung. Die Fortsetzung Mercure de France (1724–1791) brachte bis 1729 Modeberichte, war aber danach eine politische Zeitschrift.
Es wurden im 18. Jahrhundert Einzelblätter oder Bilder in loser Folge herausgebracht, wie die bekannten 342 ganzfigürlichen Modebilder (und 72 Hutbilder) der Gallerie des Modes et Costumes Française (1778–1787). Die von Mme. le Beau kolorierten Modekupfer mit kurzen Beschreibungen stammten von Claude-Louis Desrais, P.-T. Le Clerc, Moreau le Jeune, Francois Louis Joseph Watteau (nach 1783), Augustin de Saint-Aubin (1786/87).
Die ersten Modeperiodika waren das französische Cabinet des Modes, das 1785/6 dreimal monatlich erschien: von November 1786 bis 1789 als Magasin des Modes Nouvelles Françaises et Anglaises (laut Ingrid Loschek mit hervorragenden Gouachen) auch in Wien und das monatliche The Lady’s Magazine, Or Entertaining Companion for the Fair Sex (London 1770–1837, mit Unterbrechungen). Die Wiener-Moden-Zeitung... erschien (mit Titeländerung) 1816–1848.
In Erfurt erschienen bereits 1758/59 wenige Nummern Der neuen Moden- und Galanterie-Zeitung, bei deren Gravuren allerdings die Mode nicht im Vordergrund stand. Auch in Deutschland setzte eine kontinuierliche Entwicklung erst gegen Ende des 18. Jahrhunderts ein. Das Weimarer Journal des Luxus und der Moden (1786–1826), und die Leipziger Allgemeine Moden-Zeitung (1799–1903) und Zeitung für die elegante Welt (Leipzig, 1801–1859) waren langlebige Publikationen. Diese Modezeitschriften machten ihre Leserinnen durch Text, Abbildungen und auch per Schnittmuster mit den neuesten Kleidermoden bekannt.
Es erschienen allerdings auch um 1800 noch schöne neue Trachtenbücher wie die von Sigmund Freudenberger, Franz Hegi oder Gabriel Lory für die Schweiz.